# Micro Genius
Micro Genius  (en chino, 小天才; pinyin, Xiǎo Tiān Cái; literalmente, ‘Small Genius’)  es una marca utilizada para las consolas clónicas Famicom comercializadas en varios países del mundo, particularmente en áreas donde Nintendo no tenía presencia oficial, incluido Oriente Medio y el sudeste de Asia, Sudamérica, Europa del Este, Sudáfrica y países de Asia Oriental, excluyendo Japón y Corea del Sur. Inicialmente, el nombre fue utilizado principalmente por TXC Corporation para su gama de clones, software y accesorios Famicom de fabricación taiwanesa, pero luego pasó a otras compañías y sigue en uso hoy en clones renombrados de Famicom chinos y juegos de LCD.
En algunos países, como Malasia, durante la década de 1990, los clones Micro Genius Famicom fueron las consolas de juegos más populares, reflejando la popularidad disfrutada varios años antes por la Famicom y NES oficiales de Nintendo en Japón y América del Norte. En Rusia, algunos modelos de Micro Genius se vendieron bajo la marca Dendy, y en Polonia una versión, la IQ-502, se lanzó como una consola Pegasus, que también eran las consolas más populares en sus respectivos países, mientras que en Colombia y algunos otros países de América Latina se vendieron como Nichi-Man. Las consolas Micro Genius también fueron avistadas por niños en un campamento infantil norcoreano en 2008, un país que pocos otros videojuegos han alcanzado. Sin embargo, rara vez llegaban a los mercados donde operaba Nintendo, ya que a menudo infringían las patentes de Nintendo en esas regiones..

## Consolas y accesorios

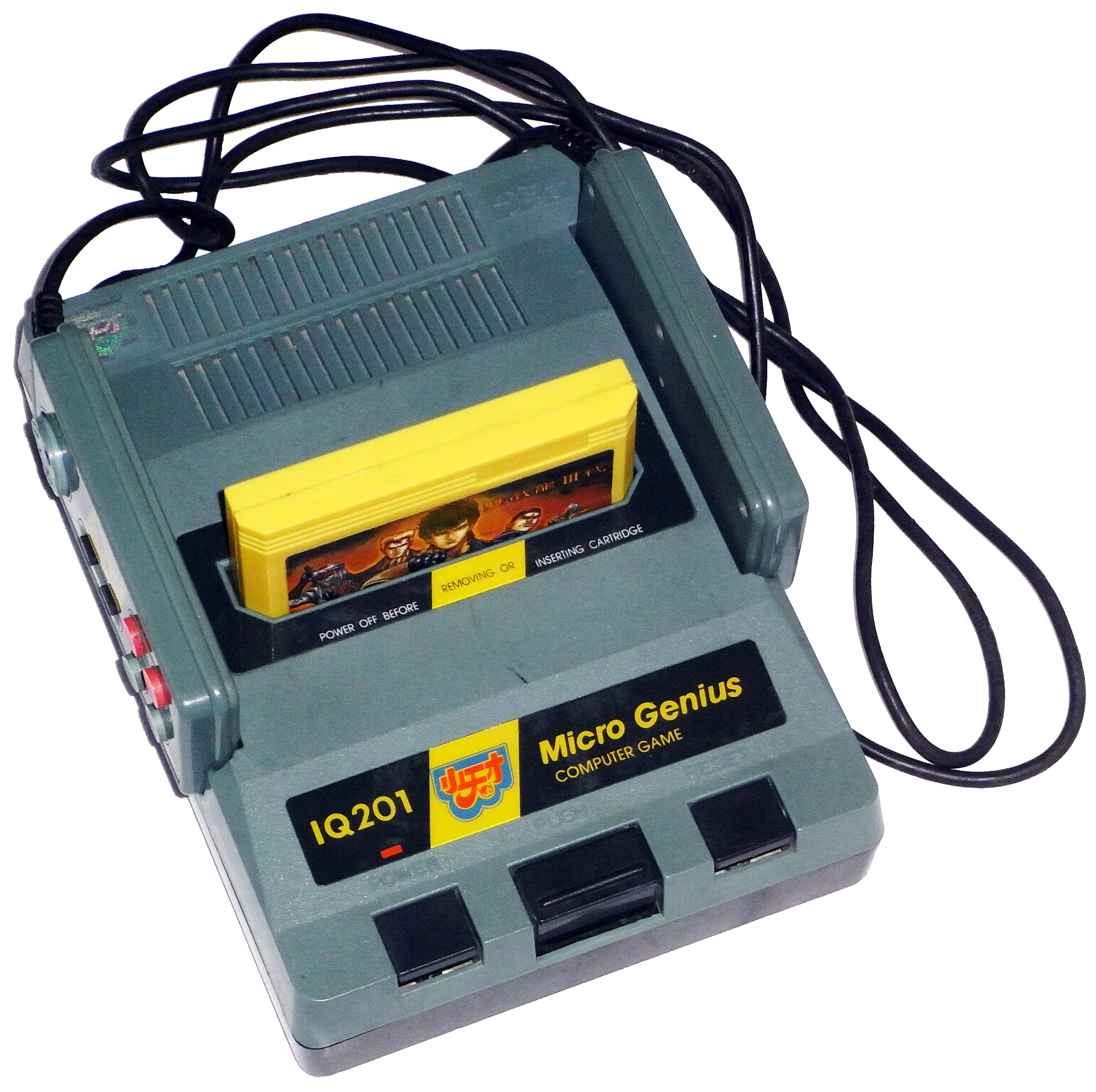
El IQ201, una consola temprana de Micro Genius.

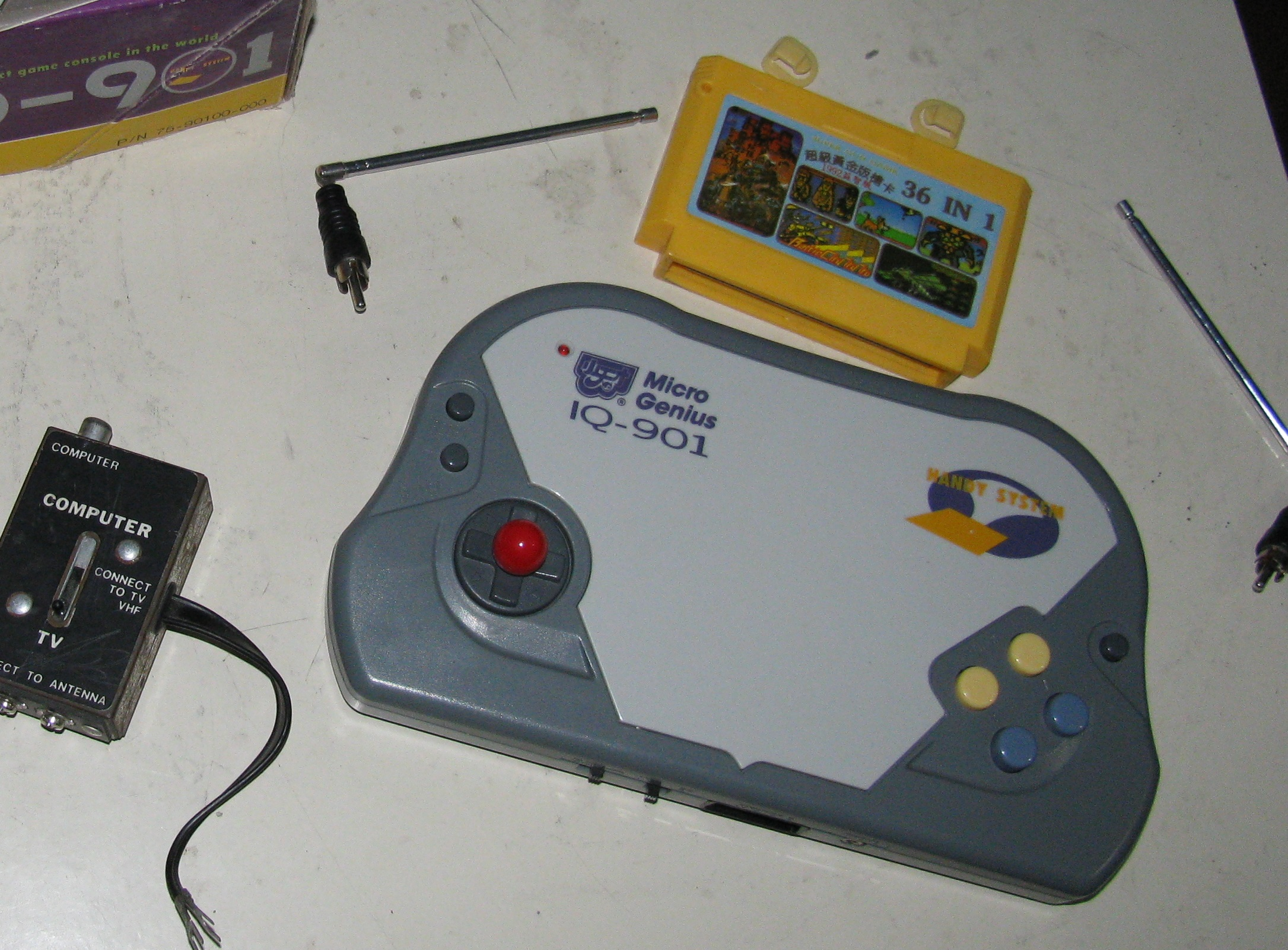
IQ-901

Existen varios modelos del Micro Genius, pero el Micro Genius IQ-501 fue particularmente popular hasta la presentación oficial de competidores como Sega y Nintendo en las regiones donde se vendió. Los juegos vinieron en forma de cartuchos de 60 pines, idénticos a los de la Famicom japonesa, que se insertaron desde la parte superior en un puerto de cartucho. Un paquete de consola Micro Genius estándar viene con dos controladores con cable y, a veces, una pistola de luz. Algunos modelos también utilizan una antena de RF para transmitir señales de forma inalámbrica a un receptor insertado en la TV. Las versiones  posteriores llegaron con controladores inalámbricos IR.
Las consolas Micro Genius incluyen:
- IQ-201 - un modelo anterior que se parece a la Famicom, con controladores cableados
- IQ-301 - similar al IQ-201, con la adición de botones turbo
- IQ-501 - presenta controladores desmontables, vendidos como Dendy Classic en Rusia
- IQ-502 - vendido como Dendy Classic II en Rusia y Pegasus IQ-502 en Polonia
- IQ-701 - se asemeja al internacional  Nintendo Entertainment System
- IQ-901 - un temprano juego TV de mano
- IQ-1000 - receptor de infrarrojos incorporado, viene con un controlador inalámbrico y un cable
- IQ-2000 - receptor de infrarrojos incorporado, viene con un controlador inalámbrico y un cableados

Aún se pueden encontrar nuevos productos de "Micro Genius" en Turquía, pero estos son renombrados genéricos chinos y juegos de LCD y no parecen estar relacionados con la compañía original de Micro Genius.
Los accesorios para otras consolas también se vendieron bajo la marca Micro Genius, que incluyen las pistolas ligeras y los controladores para la NES original, y los controladores inalámbricos para Mega Drive y SNES.

## Juegos
La mayoría de las versiones de Micro Genius son compatibles con los cartuchos Famicom pero requieren un adaptador de 72 pines a 60 pines para jugar juegos NES, aunque ciertos modelos fueron producidos tanto en la versión Famicom de 60 pines como en las versiones NES de 72 pines. A menudo se vendía con cartuchos que contenían múltiples juegos.
Se produjo una serie de juegos originales de Micro Genius, como Chinese Chess y Thunder Warrior, en formato Famicom y NES, pero las copias sin licencia de los juegos japoneses siguieron siendo más populares en los países donde se vendió la consola.

### Lista de juegos
En la lista, todos los juegos de Idea-Tek fueron reeditados por el mismo TXC / Micro Genius.
| N.º | nombre                       | Original lanzamiento | código           | Notas |
| --- | ---------------------------- | -------------------- | ---------------- | --- |
| 1   | F-15 City War                | 1990                 | MGC-006          | Lanzado por Idea-Tek. |
| 2   | Puzzle                       | 1990                 | MGC-007          | Lanzado por Idea-Tek. |
| 3   | Chinese Chess                | 1991                 | MGC-001          | 1) También conocido como Zhōngguó Xiàngqí. 2) En algunas versiones, el juego está mal escrito, acreditado como "Chinese Chese".                                                                  |
| 4   | Creatom                      | 1991                 | MGC-003          | |
| 5   | Enjoyable Horse Racing       | 1991                 | MGC-009          | 1) También conocido como 1991 Du Ma Racing (1991 Dǔ Mǎ Dàsài). 2) Lanzado por Idea-Tek.. |
| 6   | Mahjong Block                | 1991                 | MGC-008          | 1) Lanzado por Idea-Tek;una versión de Mahjong theme de Poke Block. 2) El juego también fue lanzado y publicado (con la adición de la desnudez) por Hacker International como AV Dragon Mahjang. |
| 7   | Poke Block                   | 1991                 | MGC-012, MGC-004 | 1) Lanzado por Idea-Tek. 2) En 1992, fue relanzado por TXC y publicado por American Video Entertainment como Stakk'M.                                                                            |
| 8   | Rad Racket: Deluxe Tennis II | 1991                 | MGC-011          | Lanzado por Idea-Tek. |
| 9   | Venice Beach Volleyball      | 1991                 | MGC-010          | Lanzado por Idea-Tek. |
| 10  | Xiǎo Mǎ Lì                   | 1991                 | MGC-005          | 1) Lanzado por Nei-Hu Electronics y distribuido por Idea-Tek. 2) Relanzado por TXC como Bingo.                                                                                                   |
| 11  | Policeman                    | 1992                 | MGC-015          | Juego similar a Bonanza Bros. de Sega. |
| 12  | Strike Wolf                  | 1992                 | MGC-014          | |
| 13  | Thunder Warrior              | 1992                 | MGC-017          | 1) También conocido como Hōng Tiān Zhìzūn. 2) Una versión adaptada fue lanzada por Gluk Video como Gluk: The Thunder Warrior.                                                                    |
| 14  | 3-in-1 Super Gun             | 1993                 | MGC-024          | 3 juegos en 1: Clowr, Snake Charmer y Shooter. |
| 15  | Journey to the West          | 1994                 |                  | También conocido como Buddhist Sutras (Xītiān Qǔjīng). |